# Mistrovství Evropy v judu 1955
V. Mistrovství Evropy v judu za rok 1955 proběhlo v Paříži, Francie v hale Stade Pierre de Coubertin ve dnech 3.–4. prosince 1955.

## Informace a program turnaje
Na mistrovství Evropy bylo přihlášeno 12 zemí. V programu mistrovství Evropy scházely soutěže ve váhových kategoriích. Francouzi zrušení váhových kategorií odůvodnili odlehčením programu z důvodu zkvalitnění soutěže.
Poprvé na turnaji mimo Japonska se začala používat japonská terminologie:
- Hajime (boj)
- Ippon (bod)
- Wazari (půl bod)
- Osaekomi (držení) apod.

Judisté bojovali k.o. vyřazovacím způsobem. Judista, který v turnaji prohrál byl definitivně vyřazen. Poražení semifinalisté získali automaticky bronzovou medaili (3. místo).
- ÚTE – 03.12.1955 – soutěž týmů
- STŘ – 04.12.1955 – individuální soutěže podle technických stupňů a kategorie bez omezení

## Československá stopa
Čeští judisté na vrcholných sportovních akcích
Vedoucí výpravy: Jaromír Tománek, šéftrenér reprezentace: Oldřich Vlasák.
Na mistrovství Evropy startovalo za Československo 5 (7) judistů:
- 1. Dan: Stanislav Licek (*1929) z Ústředního domu armády (ÚDA)
- 1. Dan: Jaroslav Polák (*1937) z DSO Spartak Hradec Králové ZVÚ, obsadil 5. místo
- 2. Dan: Aleš Adamec (*1936) z DSO Spartak Hradec Králové ZVÚ, obsadil 3. místo
- 2. Dan: Zděnek Písařík (*1924) z DSO Spartak Praha ČKD–Sokolovo
- 3. Dan: Alexandr Tompich (*1928) z DSO Spartak Praha ČKD–Sokolovo, obsadil 3. místo

- BRTS: Zděnek Písařík (*1924) z DSO Spartak Praha ČKD–Sokolovo
- BRTS: Aleš Adamec (*1936) z DSO Spartak Hradec Králové ZVÚ, obsadil 5. místo

cestující náhradníci: František Kuna (*1936) z DSO Spartak Hradec Králové ZVÚ, Josef Pyták z Ústředního domu armády (ÚDA)
V soutěži družstev porazilo Československo v úvodním kole Švýcarsko 3:1. Ve čtvrtfinálovém utkání však podlehli Rakousku 1:2.

## Výsledky

### Individuální soutěže
| Muži   | Zlato                                                                                               | Stříbro                                                                                             | Bronz                                                                                               | Bronz                                                                                               |
| Muži   | Kategorie technických stupňů                                                                        | Kategorie technických stupňů                                                                        | Kategorie technických stupňů                                                                        | Kategorie technických stupňů                                                                        |
| ------ | --------------------------------------------------------------------------------------------------- | --------------------------------------------------------------------------------------------------- | --------------------------------------------------------------------------------------------------- | --------------------------------------------------------------------------------------------------- |
| 1. Dan | André Colonges (FRA)                                                                                | Dominique Demartre (FRA)                                                                            | Jan de Wall (NED)                                                                                   | Willem Dadema (NED)                                                                                 |
| 2. Dan | Daniel Outelet (BEL)                                                                                | Douglas Young (GBR)                                                                                 | Anthony Mack (GBR)                                                                                  | Aleš Adamec (TCH)                                                                                   |
| 3. Dan | Anton Geesink (NED)                                                                                 | Henri Courtine (FRA)                                                                                | André Colonges (FRA)                                                                                | Alexandr Tompich (TCH)                                                                              |
| 4. Dan | Mistrovství v této disciplíně bylo zrušeno, protože se přihlásili pouze dva soutěžící z jedné země. | Mistrovství v této disciplíně bylo zrušeno, protože se přihlásili pouze dva soutěžící z jedné země. | Mistrovství v této disciplíně bylo zrušeno, protože se přihlásili pouze dva soutěžící z jedné země. | Mistrovství v této disciplíně bylo zrušeno, protože se přihlásili pouze dva soutěžící z jedné země. |
| Muži   | Zlato                                                                                               | Stříbro                                                                                             | Bronz                                                                                               | Bronz                                                                                               |
| Muži   | Kategorie bez rozdílu vah a technických stupňů                                                      | | | |
|        | Bernard Pariset (FRA)                                                                               | Anton Geesink (NED)                                                                                 | Pierre De Rouck (BEL)                                                                               | Henrich Metzler (FRG)                                                                               |

### Soutěže družstev
| Muži                              | Zlato                                                                                       | Stříbro                                                                                                  | Bronz                                                                                           | Bronz                                                                                          |
| --------------------------------- | ------------------------------------------------------------------------------------------- | --- | ----------------------------------------------------------------------------------------------- | ---------------------------------------------------------------------------------------------- |
| Družstva podle technických stupňů | Francie (FRA) (Guy Cauquil, André Collonges, Henri Courtine, Robert Dazzi, Bernard Pariset) | Spojené království (GBR) (Geoffrey Gleeson, Anthony Mack, Charles Palmer, Warwick Stepto, Douglas Young) | Rakousko (AUT) (Walter Gauhs, Robert Jaquemond, Leopold Körner, Franz Neugebauer, Kurt Wernard) | Nizozemsko (NED) (Jan de Waal, Hein Essink, Piet Feyt, Anton Geesink, Geurt van den Dolewaard) |